# 光炮
光炮（Phaser）是科幻創作星艦奇航記中出現的武器之一，又稱相位槍、相位炮、死光枪，英文上是「相位能量重整」（PHASed Energy Rectification）的縮寫，是一種星際聯邦所轄星際艦隊所使用的指向性能量武器（directed energy weapon），類似其他帝国如克林貢帝國、羅慕蘭帝國裂解槍(disruptor)。
在星際艦隊中，光炮是制式配备的武器。大多数配备的光炮可分為兩種：當不需要攜帶太過明顯的武器時所使用的Ｉ型光炮（一般稱為手上型光炮 hand phaser）；或是體積較大、火力較強的Ⅱ型光炮（一般稱為手槍式光炮 pistol phaser）。Ⅱ型光炮的火力設定最高可調至 16。又稱為光炮來福槍（phaser rifle）的Ⅲ型光炮一般很少使用。又稱為光炮能源庫（phaser bank）的大型艦載型光炮，則是聯邦星艦的標準配備。在2367年，光炮能源庫（以及其他指向性能量武器）的最有效戰術攻擊距離大約在30萬公里（1光秒左右）。根據武夫（Worf） 在《銀河飛龍》（TNG）劇集“A matter of Time”中所述，光炮在22世紀並不存在，因此光炮應在2200年後發明；然而在星艦前傳（2150年代）中可以看到光炮剛發明並漸漸派上用場的劇集內容，因此和前述說法相矛盾。直到2254年影集“The Cage (TOS)”企業號特遣隊仍裝配雷射武器的狀況看來，光炮在當時並不是常用的武器。

## Ⅰ型光炮
大約在 2266 年时，聯邦個人制式配備的小型掌上式武器，大小有如電動刮鬍刀（页面存档备份，存于）。用於不希望顯現武裝的狀況，例如外交行動上。如同其他此類武器一般，Ⅰ型光炮可以調整其設定為擊暈(stun)、加熱(heat)、及破壞(disruption)狀態。Ⅰ型光炮的火力沒有Ⅱ型光炮的強大。某些版本的Ⅰ型光炮加上握把，成為類似手槍的武器，而成為火力更為強大的Ⅱ型光炮。

## Ⅱ型光炮
大約在 2266 年聯邦個人制式配備的小型手槍式武器。雖然比Ⅰ型光炮火力更為強大，事實上Ⅱ型光炮的設計融合了Ⅰ型光炮。如同所有的掌上式武器，Ⅱ型光炮般，Ⅰ型光炮可以調整其設定為擊暈(stun)、加熱(heat)、及破壞(disruption)狀態。

## Ⅲ型光炮
手持式光炮來福槍。具有強大的火力，但在聯邦艦隊的任務中極少使用。 

## Ⅳ型光炮
裝置在如飛行梭等小型交通工具上的中型光炮發射器。但並不是大部分飛行梭的標準配備。 